# Aldo Bizzarri
Aldo Bizzarri (Roma, 8 settembre 1907 – Roma, 22 maggio 1953) è stato uno scrittore e sceneggiatore italiano.

## Biografia

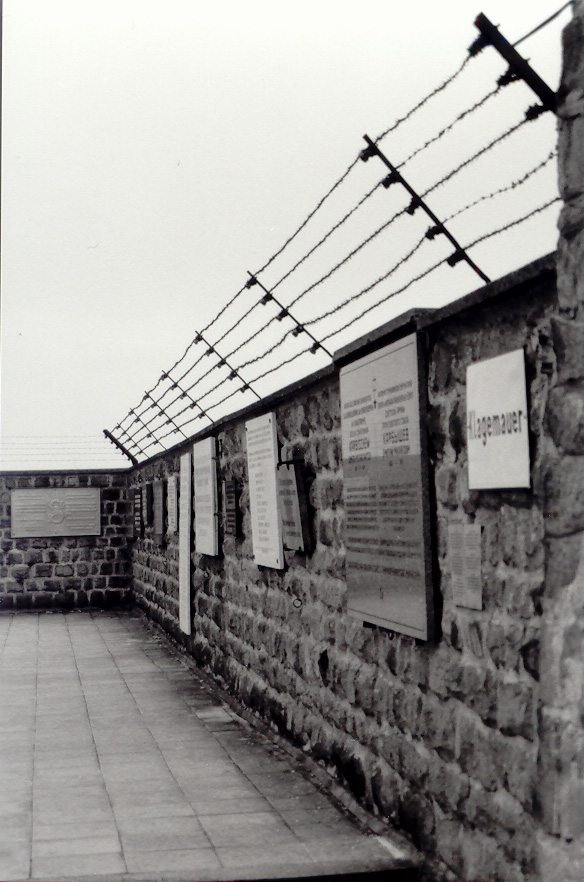
Mauthausen: muro di recinzione del lager

Laureatosi in Lettere all'Università di Roma, nel medesimo ateneo insegnò poi Storia delle dottrine politiche.
Giovane collaboratore della rivista letteraria "900", Cahiers d'Italie et d'Europe, fondata nel 1926 e diretta da Bontempelli, periodico vicino al movimento chiamato Novecentismo o Stracittà, Bizzarri nel 1928, insieme con Gian Gaspare Napolitano, fondò il periodico I Lupi quindicinale del novecentismo fascista, e l'anno successivo, a ventidue anni, esordì con il romanzo La traccia nel sole, improntato sempre a motivi novecenteschi.
Diresse diversi istituti italiani di cultura all'estero, soggiornando a Santiago del Cile, Rennes, Lisbona, Budapest e, proprio mentre si trovava nella capitale ungherese, nel 1944, accusato di attività ostili al regime nazista, fu arrestato dalla Gestapo e internato nel lager di Mauthausen. La tragica esperienza vissuta segnerà profondamente la sua successiva produzione letteraria. Nel 1946, infatti, pubblicò Mauthausen città ermetica, seguito l'anno successivo da Proibito vivere nel quale riprende le vicende della prigionia. Ai medesimi temi è improntato il saggio postumo Il problema è la persona. Oltre a testi di narrativa, scrisse anche pubblicazioni sul pensiero politico e la sua evoluzione, argomenti vicini alla materia insegnata. Nei suoi ultimi anni si interessò pure di cinema: fu critico cinematografico della Rai e scrisse alcune sceneggiature tra cui quella, in collaborazione con altri, del film di Pietro Germi In nome della legge del 1949.
Oltre alla già citata rivista "900" di Bontempelli, collaborò con vari periodici e quotidiani quali Il Mondo di Pannunzio, Risorgimento Liberale e La città libera.
Morì prematuramente a Roma, a quarantacinque anni, nel 1953.

## Opere

### Narrativa
- La traccia nel sole, Milano, G. Agnelli, 1929.
- Mauthausen città ermetica, Roma, OET-Edizioni Polilibraria, 1946.
- Proibito vivere, Milano, A. Mondadori, 1947.

### Saggistica
- Del pensiero politico italiano, Roma, [s.n.], 1940.
- Dante nella storia delle idee politiche, Lisboa, Editorial Imperio, 1940.
- Introduzione al Vico politico, Budapest, Tipografia Franklin, 1941.
- Origine e caratteri dello "Stato nuovo" portoghese, Milano, Istituto per gli studi di politica internazionale, 1941.
- Utopia politica e realtà sociale e nazionale in Carlo Pisacane, Budapest, Tipografia Franklin, 1942.
- Il problema è la persona: 1945-1952, Milano, Il saggiatore, 1966.

### Sceneggiature cinematografiche
- In nome della legge, di Pietro Germi, 1949.
- L'ebreo errante, di Goffredo Alessandrini, 1948.
- Il bivio, di Fernando Cerchio, 1951.
- Puccini, di Carmine Gallone, 1953, (sceneggiatura e soggetto).